# Quimioteràpia

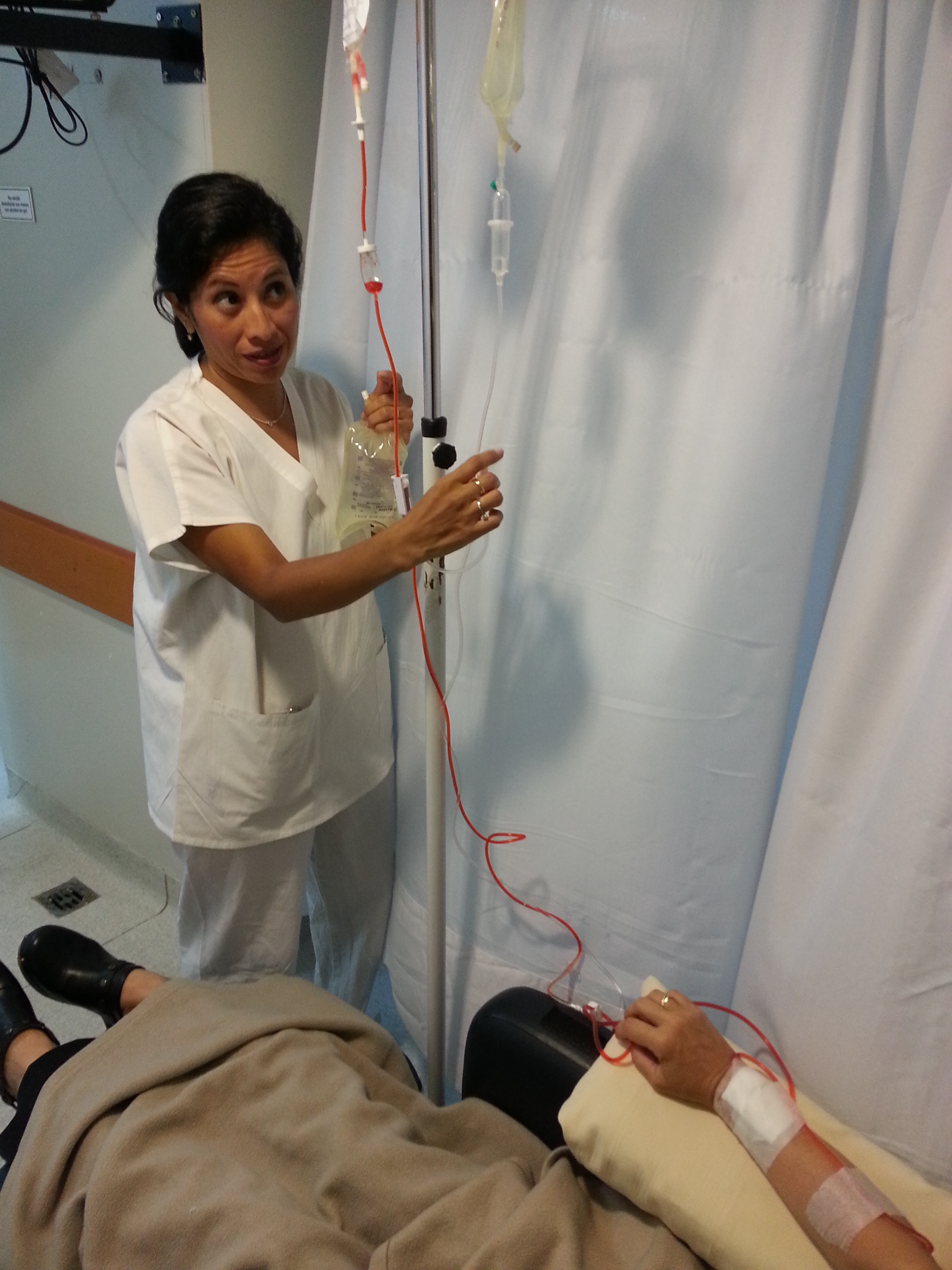
Administració de quimioteràpia per professional d'infermeria

La quimioteràpia és un tractament sistèmic i forma un dels 4 tractaments utilitzats per tractar els càncers juntament amb la cirurgia, radioteràpia i la immunoteràpia. Actualment, s'utilitza com a tractament adjuvant o neoadjuvant del càncer i no només en casos de metàstasi.
Dia a dia aquest tractament evoluciona, apareixen nous fàrmacs antineoplàstics més selectius gràcies a les investigacions relacionades amb el seu mecanisme d'acció i els coneixements del càncer i el seu desenvolupament.

## Història
A principis del segle XX Paul Ehrlich va estudiar la relació antigen- anticòs i va utilitzar la paraula quimioteràpia per primera vegada. A mitjans del segle xx, cap a l'any 1942, a l'inici de la Guerra mundial es va administrar el primer citostàtic de mans de Gilman. Aquest tractament es va aplicar a un pacient amb Linfoma de Hodgkin els resultats del qual van ser positius.
El
 es descobreix el Metrotrexato que actualment també s'utilitza per al tractament de la Leucèmia. Dos anys més tard, el 1950, es van descobrir el Mercaptopurina, Dactinomicina, el Clorambucil, el Cisplatino, entre d'altres.
A mitjans de segle XX també es van administrar estrogens i androgens per tractar el càncer de pròstata i càncer de mama. A partir d'aquest moment es va incrementar la investigació. Més tard, l'any 1955 es va crear el Cancer Chemotheraphy National Service Center (CCNSC) que va estudiar i fer avenços importants en la quimioteràpia i els fàrmacs utilitzats, anomenats citostàtics.
Més endavant, als anys 60, es va començar a implantar la poliquimioteràpia, és a dir, la combinació de diferents fàrmacs per fer el tractament. La primera combinació va ser amb Mecloretamina, Vincristina, Procarbacina i Prednisona. Avui en dia, no s'utilitza pels seus efectes secundaris.

## Objectius
Els objectius principals d'aquest tractament són: curar el càncer, evitar la seva disseminació, disminuir el càncer i alleugerar els símptomes. La utilització de la quimioteràpia és personalitzada i en cada cas es valorarà la seva necessitat i els beneficis que pot aportar a la persona afectada. El seu metge informarà prèviament de quin és l'objectiu a seguir amb l'administració del tractament.

## Indicacions
Hi ha quatre indicacions principals de la quimioteràpia: control del càncer, curar la malaltia, tractament pal·liatiu i profilaxi.

### Control de la malaltia
L'objectiu principal del control del tumor és evitar la seva progressió, augment de la supervivència o disminució de les recaigudes.

### Curació malaltia
Hi ha tumors que són curables amb la quimioteràpia. Alguns d'ells són tumors germinals, carcinoma d'ovari, leucèmia aguda, limfoma de Hodgkin, entre d'altres. En els nens, sarcoma de Swing, tumor de Wilms, leucèmia limfòcita aguda, entre d'altres.

### Tractament pal·liatiu
Hi ha situacions en les quals la quimioteràpia s'utilitza per controlar i alleugerar la simptomatologia desencadenada per la malaltia. Sempre s'han de valorar els beneficis respecte als efectes secundaris.

### Profilaxi
A vegades la quimioteràpia s'administra per evitar recidives. Sovint, després de la cirurgia.

## Cicle cel·lular i cèl·lules tumorals
Les cèl·lules tumorals són aquelles anormals amb una diferenciació alterada que provoquen l'aparició de les neoplàsies. Per poder tractar aquesta malaltia cal conèixer el cicle cel·lular, els processos de cada fase i com es comporten les cèl·lules tumorals.

### Cicle cel·lular

Cicle cel·lular amb les seves fases

Els fàrmacs antineoplàsics actuen en les fases del cicle cel·lular que és el procés que es realitza per la duplicació i creixement de les cèl·lules. Les fases específiques del cicle cel·lular sóN: G0, G1, S, G2 i M en els quals es troben els processos de mitosi i miosi.

#### Fase G0
És la fase de repòs en la qual la quimioteràpia és més efectiva.

#### Fase G1
És una fase de creixement que s'inicia immediatament després de la divisió cel·lular. És una etapa d'intensa activitat metabòlica on els gens es transcriuen i es tradueixen per sintetitzar les proteïnes necessàries per al creixement cel·lular i la duplicació de l'ADN.

#### Fase S
Quan la cèl·lula assoleix unes determinades dimensions, s'ha de preparar per a la seva divisió; per això duplica prèviament el seu contingut genètic amb la finalitat que cada cèl·lula filla contingui una còpia idèntica del genoma (conjunt d'ADN de la cèl·lula). Aquesta és una fase de síntesi i replicació de l'ADN i finalitza quan el contingut d'ADN del nucli s'ha duplicat. Té una durada aproximada de 8 hores.

#### Fase G2
En aquesta etapa, preparatòria per a la mitosi, es transcriuen i es tradueixen certs gens responsables de l'aparició de les proteïnes necessàries per a la divisió cel·lular. Té una durada aproximada de 4 hores.

#### Fase M
És l'etapa final del cicle, quan les cèl·lules es divideixen i reparteixen equitativament el seu contingut nuclear (mitosi) i citoplasmàtic (citocinesi) entre les dues cèl·lules filles. En primer lloc la cromatina que ha estat duplicada en la fase S es condensa i forma unes estructures - cromosomes- que han d'ésser alineats separats i desplaçats cap als extrems de la cèl·lula. En segon lloc, el citoplasma s'ha de segmentar de manera que asseguri que cada cèl·lula filla obtingui no solament un conjunt complet de cromosomes, sinó també els elements i orgànuls citoplasmàtics.

#### Fase G0
En alguns casos, a partir de la fase M la cèl·lula pot entrar en una fase G0 durant la qual experimenta tota una sèrie de transformacions que porten a la diferenciació cel·lular, de manera que la cèl·lula s'especialitza i únicament utilitza una part del seu genoma. En algunes cèl·lules molt especialitzades la diferenciació cel·lular no permet que es tornin a dividir; en altres cèl·lules poden passar de G0 a G1 i dividir-se en ser correctament estimulades.

### Cèl·lules tumorals
Les cèl·lules tumorals es comporten de manera concreta i tenen unes característiques que les diferencia. Aquestes tenen una proliferació caòtica i superior a les cèl·lules normals, es dupliquen fàcilment si disposen de nutrients, inestables genèticament, menys capacitat de diferenciació i poden provocar metàstasi.

## Freqüència de l'administració
La determinació de la dosi i freqüència de l'administració de la quimioteràpia es veurà marcada per diferents factors com: el fàrmac, la tolerància de la persona i l'índex de Massa Corporal de la persona. Així doncs, el tractament és individualitzat.

### Factors que influeixen en la freqüència
A grans trets, la freqüència es veurà determinada per: tipus de citostàtic utilitzat, tipus de càncer, resposta de la persona al tractament i resposta del tumor al mateix.
La freqüència i dosi recomanada és d'intervals curts amb dosis altes per aconseguir els màxims resultats i eliminar el nombre més gran de cèl·lules neoplàsiques. Tot i així, els citostàtics tenen una toxicitat molt elevada que sovint no permet complir els requisits ideals. En els intervals és molt importants permetre que les cèl·lules sanes es recuperin per poder iniciar un nou interval.
En relació al IMC hi ha situacions en les quals es pot veure alterat i no és 100% fiable. Per exemple, en persones obeses. Les dosis s'hauran de controlar de forma exhaustiva en persones amb insuficiència hepàtica o renal.

### Cicles de quimioteràpia
El tractament de la quimioteràpia es realitza per cicles. Dins d'aquests cicles hi ha el període de tractament, de recuperació i de continuació. Els cicles fan referència a tota una sèrie de sessions. Aquestes poden ser des d'1 fins a 5. Aquestes sessions són periòdiques.

## Tipus de quimioteràpia
Cada persona i cada situació és diferent, per tant, cada tractament serà individualitzat. La quimioteràpia com a tractament es pot aplicar de diferents maneres. Això, depèn de la localització del tumor, del tipus de tumor i de l'estat de la persona. Els tipus de quimioteràpia són: de manteniment, adjuvant, neoadjuvant, intensiva, de segona línia i poliquimioteràpia.

### De manteniment
Aquesta s'aplica amb dosis baixes i durant un període llarg. El seu objectiu és incrementar la supervivència o aconseguir la remissió de la malaltia.

### Adjuvant
En aquest cas, la quimioteràpia, s'aplica un cop realitzat un tractament principal. Per exemple, cirurgia o radioteràpia. Un cop aplicar el primer tractament es fa quimioteràpia per aconseguir la destrucció de les cèl·lules que hagin pogut quedar i baixar la possibilitat de disseminació del càncer. Aquest tipus s'aplica en càncers de mama o de còlon.

### Neoadjuvant
La quimioteràpia neoadjuvant també es coneix amb el nom d'inducció o primària. Aquesta té l'objectiu de reduir la massa tumoral i permetre un tractament posterior per aconseguir resultats més positius. Generalment, s'utilitza en tumors sensibles a la quimioteràpia i alguns exemples són el càncer de mama, osteosarcoma, el de pulmó, cap i coll, entre d'altres.

### Segona línia
S'utilitza en aquelles persones que no han tingut una bona resposta a la quimioteràpia o ha tingut una recidiva. Els citostàtics utilitzats són diferents dels primers per assegurar un millor resultat i evitar resistències.

## Resposta a la quimioteràpia
La resposta a la quimioteràpia pot esser molt diversa. L'OMS classifica la resposta en 4 estadis. Podem parlar de resposta completa, parcial, estable i progressió. La resposta completa fa referència a l'erradicació de la malaltia i de les cèl·lules canceroses a escala física, radiològica i bioquímica. La parcial consisteix en la desaparició durant 1 mes del 50% del càncer. Pel que fa a la resposta estable, hi trobem els canvis al tumor o un increment o disminució de les lesions respecte a la resposta parcial o progressió. Finalment, la progressió fa referència a l'increment de la dimensió de la lesió, aproximadament amb un 25%.

## Efectes secundaris
La quimioteràpia provoca, en algunes persones, efectes secundaris que es controlen durant tot el tractament. Aquests poden ser més lleus o més severs segons la persona, el fàrmac i la seva tolerància.
Alguns dels efectes més freqüents són: caiguda de cabell, astènia, nàusees, vòmits, xerostomia, diarrea, estrenyiment, canvis cicle menstrual, alopècia, anèmia, neutropènia, trombocitopènia. Tot això, pot provocar més risc d'infecció, hematomes i sagnat.